# Barbara Tucker
Barbara Tucker (* 19. März 1967 in Brooklyn) ist eine afroamerikanische House-Interpretin aus New York.
Tucker nahm zunächst eine Gospel-Ausbildung und war mehrere Jahre Backgroundsängerin für George Clinton, Deee-Lite und Janet Jackson. International bekannt als House-Diva wurde sie durch den Song Beautiful People der 1994 auf dem Label Strictly Rhythm veröffentlicht wurde.

## Diskografie

### Alben
- 2006: Love Vibrations

### Singles
| Jahr | Titel Album                        | Höchstplatzierung, Gesamtwochen, AuszeichnungChartplatzierungen (Jahr, Titel, Album, Platzierungen, Wochen, Auszeichnungen, Anmerkungen) | Höchstplatzierung, Gesamtwochen, AuszeichnungChartplatzierungen (Jahr, Titel, Album, Platzierungen, Wochen, Auszeichnungen, Anmerkungen) | Höchstplatzierung, Gesamtwochen, AuszeichnungChartplatzierungen (Jahr, Titel, Album, Platzierungen, Wochen, Auszeichnungen, Anmerkungen) | Anmerkungen |
| Jahr | Titel Album                        | DE | UK | Dance | Anmerkungen |
| ---- | ---------------------------------- | --- | --- | --- | --- |
| 1987 | Whatcha Gonna Do                   | — | UK92 (1 Wo.)UK | Dance17 (10 Wo.)Dance | Erstveröffentlichung: 16. Februar 1987 Blaze feat. Barbara Tucker Autoren: Blaze, Terry Edwards                                                       |
| 1990 | So Special 25 Years Later          | — | UK76 (2 Wo.)UK | Dance24 (6 Wo.)Dance | Erstveröffentlichung: 14. Mai 1990 Blaze feat. Barbara Tucker Autoren: Chris Herbert, Josh Milan, Kevin Hedge                                         |
| 1994 | Beautiful People                   | — | UK23 (5 Wo.)UK | Dance1 (13 Wo.)Dance | Erstveröffentlichung: 14. Februar 1994 Autoren: Barbara Tucker, La India Lem Springsteen, Louie Vega                                                  |
| 1994 | I Get Lifted                       | — | UK33 (2 Wo.)UK | Dance1 (14 Wo.)Dance | Erstveröffentlichung: 14. November 1994 Autoren: Barbara Tucker, Ed Matthews, Louie Vega, Ron Carroll                                                 |
| 1995 | Stay Together                      | — | UK46 (2 Wo.)UK | Dance1 (12 Wo.)Dance | Erstveröffentlichung: 11. September 1995 Backing Vocals: Karen Bernod, Kenny Bobien Autoren: Bert Reid, Louie Vega                                    |
| 1997 | Partay Feeling                     | — | UK45 (2 Wo.)UK | Dance22 (9 Wo.)Dance | Erstveröffentlichung: 7. Juli 1997 B-Crew feat. Barbara Tucker, Ultra Naté, Dajaé und Moné Autoren: Barbara Tucker, Erick Morillo                     |
| 1998 | Everybody Dance (The Horn Song)    | — | UK28 (2 Wo.)UK | Dance1 (12 Wo.)Dance | Erstveröffentlichung: 20. Juli 1998 Backing Vocals: LaVette Autoren: Barbara Tucker, LaVette Goodman, DJ Pierre                                       |
| 2000 | Stop Playing with My Mind          | — | UK17 (8 Wo.)UK | Dance1 (14 Wo.)Dance | Erstveröffentlichung: 10. Januar 2000 Ms. Barbara Tucker feat. Darryl D’Bonneau Autoren: Barbara Tucker, Duane Harden, Freddy Turner, Jason Hernandez |
| 2001 | Love’s on Time                     | — | — | Dance15 (12 Wo.)Dance | Erstveröffentlichung: 6. August 2001 Autor: Barbara Tucker                                                                                            |
| 2005 | Most Precious Love Love Vibrations | — | UK17 (9 Wo.)UK | Dance1 (21 Wo.)Dance | Erstveröffentlichung: 7. Februar 2005 Blaze presents UDA feat. Barbara Tucker                                                                         |
| 2007 | Love Vibrations                    | — | — | Dance1 (14 Wo.)Dance | Erstveröffentlichung: 30. Juli 2007 Autoren: Blaze |
| 2010 | Feelin’ Like a Superstar           | — | — | Dance5 (13 Wo.)Dance | Erstveröffentlichung: 18. Januar 2010 Autor: Barbara Tucker                                                                                           |
| 2011 | R. E. S. P. E. C. T.               | DE94 (1 Wo.)DE | — | Dance6 (12 Wo.)Dance | Erstveröffentlichung: 20. März 2011 RLP & Barbara Tucker feat. Lil Jon Autor und Original: Otis Redding, 1965                                         |
| 2013 | I Can’t Wait                       | — | — | Dance9 (12 Wo.)Dance | Erstveröffentlichung: 27. April 2013 mit Namy (aka Yutaka Takanami) Autoren: Atsushi Asada, Barbara Tucker                                            |

Weitere Singles
| - 1990: Open Your Heart (To Love) - 1995: Back Together Again (Full Force feat. Nine und Barbara Tucker) - 1996: Hot Shot - 1996: Keep On Lovin’ You (Deep Bros. feat Sabrena Armstrong und Barbara Tucker) - 1997: Bring You Love (Visual feat. Barbara Tucker) - 2001: It’s You (Tiko feat. Barbara Tucker) - 2003: Let Me Be (Morris T & Fjrmo feat. Barbara Tucker) - 2003: Give Me Something (David Guetta feat. Barbara Tucker) - 2004: Life (Memi P. presents House Divas, mit Dawn Tallman, Michelle Weeks, Sabrynaah Pope und Su Su Bobien) - 2004: Deeper in Love (Bobby & Steve feat. Barbara Tucker und Bryan Chambers) - 2005: Do You Think of Me? (Shock & Chic presents Inaya Day feat. Barbara Tucker) - 2005: You Want Me Back - 2005: Better (Don Oliver feat. Barbara Tucker) - 2005: Do You Think of Me? (Remix Contest Edition) (Shock & Chic presents Inaya Day feat. Barbara Tucker) | - 2006: Dutty Funk (We Can Do) (mit Timmy Vegas) - 2007: One (mit Peter Luts) - 2008: One Desire (mit Giuseppe Tuccillo) - 2009: Care Free (Barbara Tucker presents Su’Su Bobien) - 2009: Anticipation (mit David Vendetta) - 2010: Fly (Djaimin & Oliver P Feat. Barbara Tucker) - 2011: We Wanna Boogie (The Winning Triplet vs. Andrea Paci mit Barbara Tucker) - 2012: Love Keeps (Yolanda Be Cool feat. Barbara Tucker) - 2012: You Are My Disco (One Night at Gay Village) (Giangi Cappai mit Barbara Tucker) - 2012: You Want Me Back (2012 Remixes) - 2012: Free to Be Loved (Andrea Paci mit Barbara Tucker) - 2013: Groove Theme - 2013: I Wanna Dance with Somebody (Remixes) (Cube Guys & Barbara Tucker) - 2015: Live Your Life (Federico Scavo & Barbara Tucker) |